# Chevaux ailés de Tarquinia
Les chevaux ailés de Tarquinia sont un groupe sculpté d'art étrusque, réalisé en terracotta et en haut-relief, conservé au Musée archéologique national de Tarquinia. Il provient du fronton du temple de l'Ara della Regina (« Autel de la Reine »), du IVe ou IIIe siècle av. J.-C., situé sur la colline de Civita, partie de l'ancienne acropole étrusque de Tarquinia.
Cette œuvre d'influence hellénistique était probablement peinte, mais sa restauration n'en a pas laissé de trace.
Toutefois le Musée de Tarquinia propose une reconstitution graphique de la polychromie, affichée sur un mur de la salle d'exposition. 
Certains visiteurs pensent que les chevaux ailés de Tarquinia ont été popularisés par le roman Les Petits Chevaux de Tarquinia de Marguerite Duras, publié en 1953.
C'est une erreur. L'auteure évoque en fait les petits chevaux d'une magnifique tombe décorée de fresques aux couleurs vives, comme bien d'autres tombes de l'immense nécropole étrusque de Monterozzi, située en pleine campagne. Cette tombe est celle dite "du Baron". Un élément en illustre d'ailleurs la couverture de l'édition Folio du roman, un élégant petit cheval noir monté à cru par un cavalier rouge.
La citation suivante est sans équivoque à ce sujet :
"- C'est une bonne idée Tarquinia , dit Ludi. Vous allez voir ces petits chevaux des tombes étrusques. Ils sont beaux comme je ne sais pas quoi.
- Tu pourrais nous les montrer, dit Jacques. 
Ludi se gratta la tête. 
- Je n'ai pas trop envie de voyager en ce moment, dit-il, c'est dommage pour ces petits chevaux-là, j'aurais bien aimé de vous les montrer. Quelquefois, les guides ils ne les montrent pas parce que la tombe elle est loin de la ville, alors."
Malheureusement, sur ce site classé Unesco, une partie des tombes, dont celle du Baron, sont fermées à la visite actuellement. 

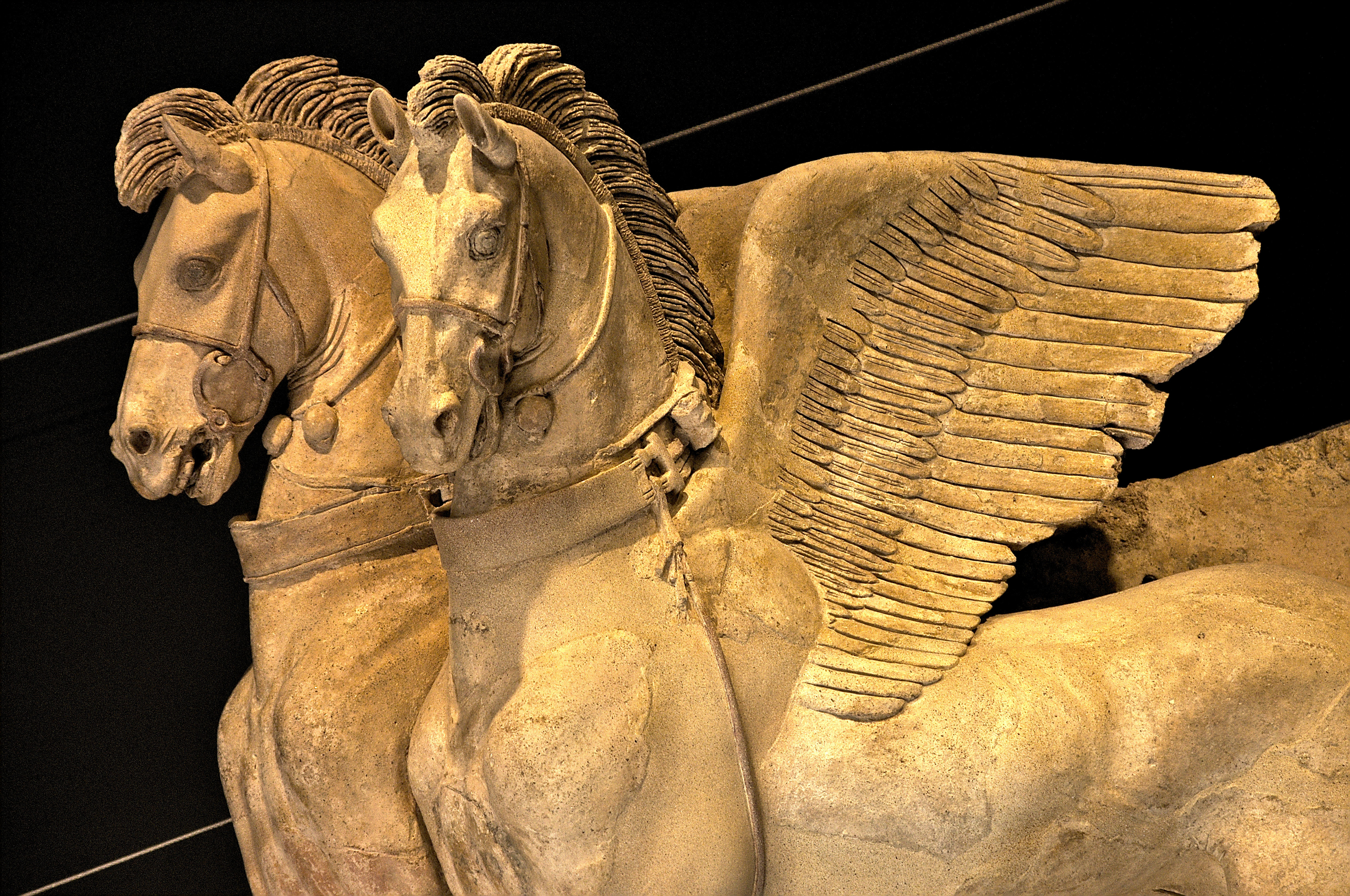
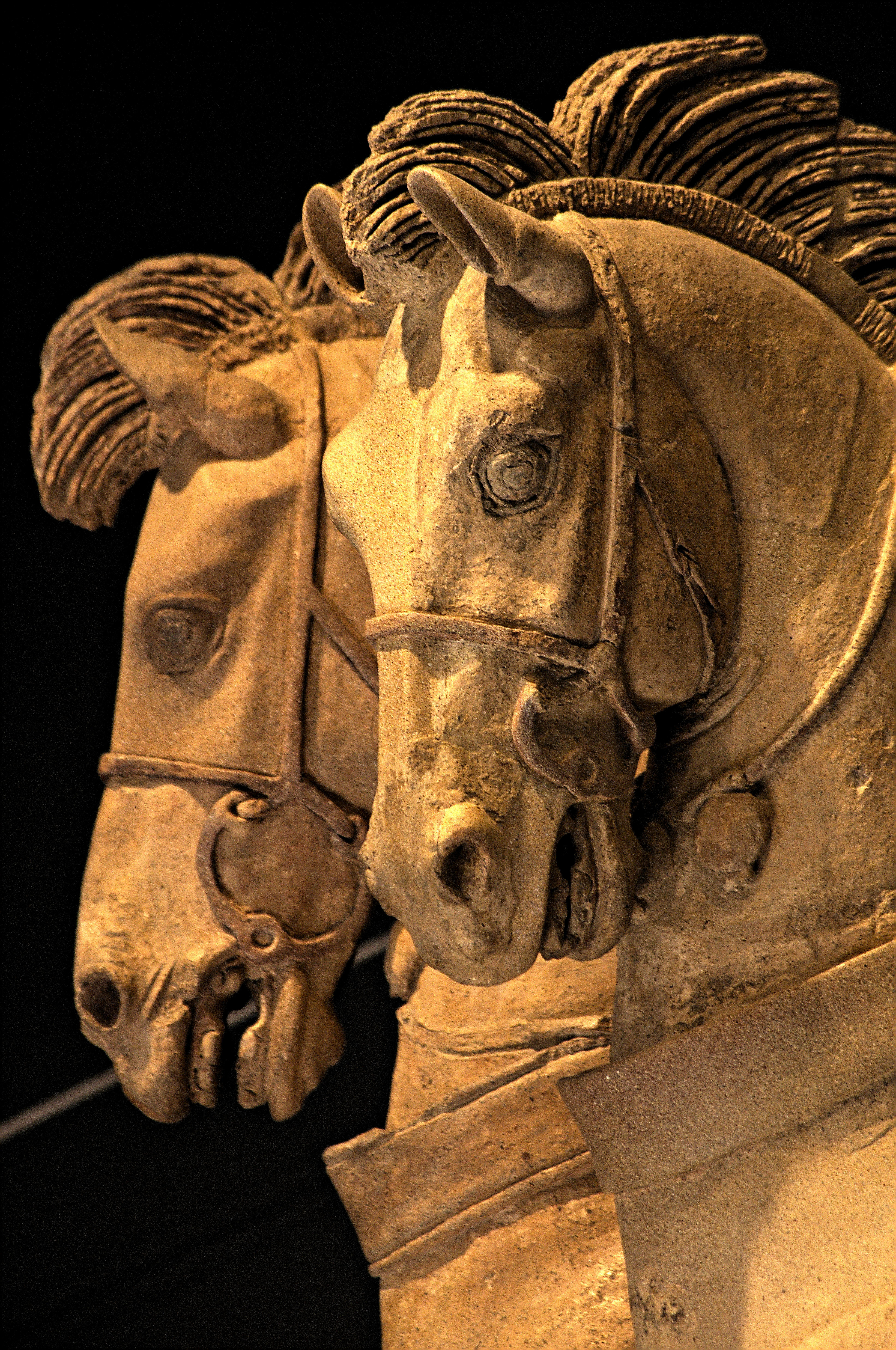
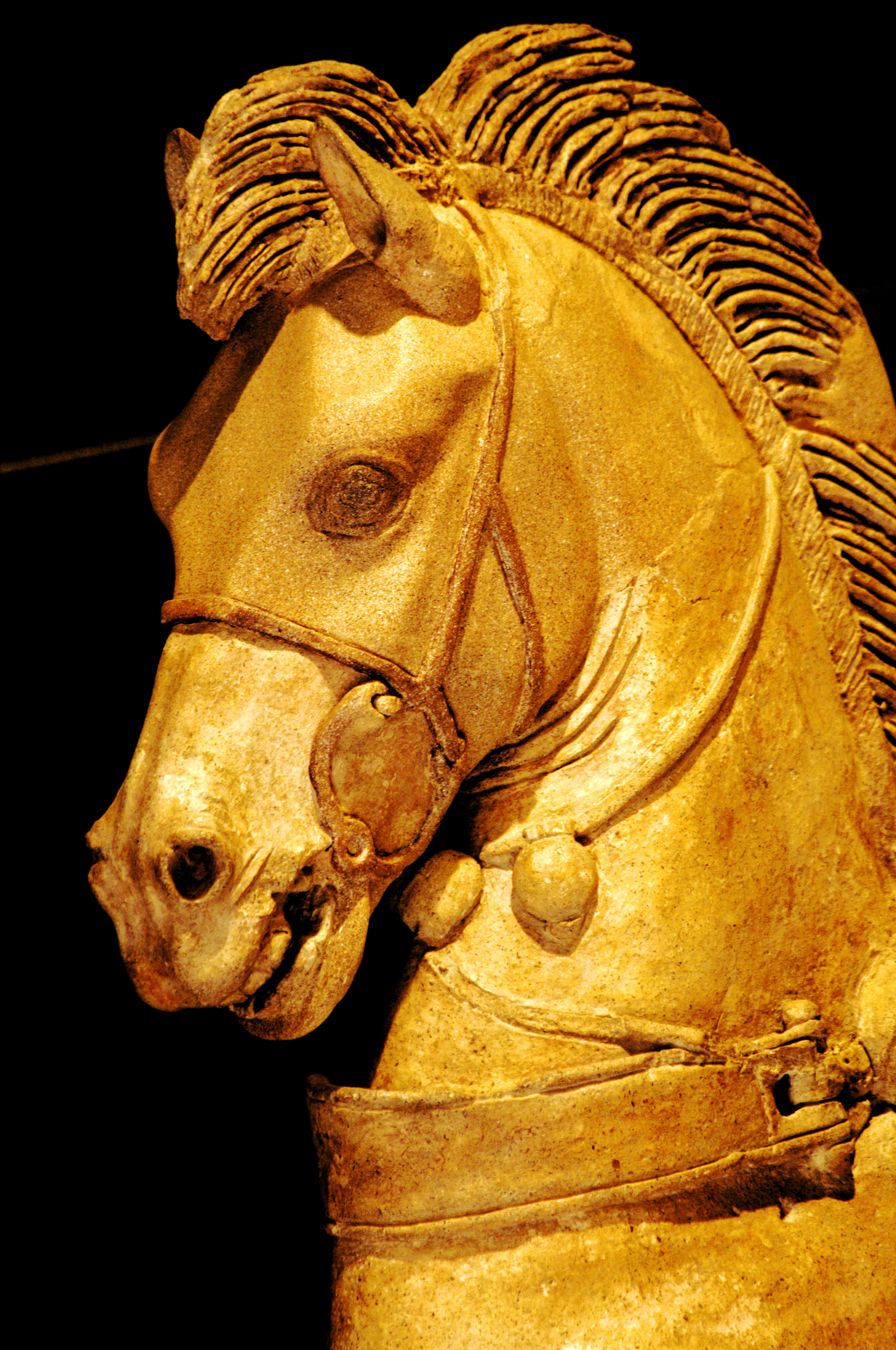